# Ceropegia mohanramii
Ceropegia mohanramii är en oleanderväxtart som beskrevs av S.R.Yadav, M.N.Gavade och Sardesai. Ceropegia mohanramii ingår i släktet Ceropegia och familjen oleanderväxter. Inga underarter finns listade i Catalogue of Life.